# ريتشارد آر. أرنولد
ريتشارد آر. أرنولد (بالإنجليزية: Richard Robert Arnold, II )‏ (و. 1963  م) هو رائد فضاء، ومدرس أمريكي، ولد في تشيفيرلي.

## التعليم
تعلم في Frostburg State University ‏.